# Marcial Hernández
Pour les articles homonymes, voir Hernández.
Marcial Hernández est l'une des sept paroisses civiles de la municipalité de San Francisco dans l'État de Zulia au Venezuela. Sa capitale est Sur América.